# Stående hopp
Stående hopp förekommer inom samtliga hoppgrenar i friidrotten. Längdhopp, höjdhopp och trestegshopp går att utföra utan ansats och utgör de stående hoppgrenarna. Stående längdhopp och stående höjdhopp är officiella mästerskapsgrenar i till exempel Norge, där man också tävlar i stående trestegshopp.  
Gemensamt för alla hoppgrenarna är den stora vikten av god spänst.